# Развязывающийся простой узел
Развя́зывающийся просто́й у́зел (англ. Slip Knot) — бытовой сто́порный временный узел, часто применяемый в быту, но редко в морском деле. Применяют для временного крепления, когда может понадобиться быстро освободить верёвку, а также в качестве стопорного узла. Может быть завязан как на середине верёвки, так и на конце, однако следует учитывать, что тяга должна приходиться лишь на коренной конец верёвки.
Часто путают между собой три похожих по строению узла, но различных по предназначению — бегущий простой узел, развязывающийся простой узел и развязывающийся бегущий простой узел. Бегущий простой узел (Noose) — удавка для отлова птиц, развязывающийся простой узел (Slip Knot) — стопорный узел, развязывающийся бегущий простой узел (Slip Noose) — временный крепёжный узел для лёгкого развязывания.
- развязывающийся простой узел (Slip Knot) — стопорный узел
- бегущий простой узел (Noose) — удавка для охоты на птиц
- развязывающийся бегущий простой узел (Slip Noose) — развязывающаяся удавка

## Применение
В быту
- Плотники вяжут узел на конце нити отвеса перед убиранием отвеса[7]
- Завязывали на концах фитилей при изготовлении восковых свечей перед их выниманием из форм[7]

## Галерея
- Развязывающийся простой узел, завязанный в качестве крепёжного на рыме; как крепёжный представляет собой развязывающийся полуштык
- Свёрточный узел (поводко́вый узел), завязанный на ходовом конце троса со сто́порным узлом на конце. Применяли в торговле для связывания свёртков и пакетов. Также применяли в качестве поводка для домашнего животного